# P. Korbinijan
P. Korbinijan, slovenski redovnik, * 17. stoletje, Škofja Loka, † 21. januar 1721, Krško.

## Življenje in delo
V kapucinski red je vstopil leta 1667. Do leta 1693 je bil gvardijan v Kranju, Celju in Hartenbergu. Kasneje se je posvetil pridigarski dejavnosti. S svojim gorečim pridiganjem je povzročil, da so Ločani zahtevali kapucine, to pa je bil povod za izgradnjo tamkajšnjega samostana.